# Raionul Babanka, Cerkasî
Umani (în ucraineană Уманський район, transliterat: Umanskîi raion) este un raion în regiunea Cerkasî, Ucraina. Reședință este orașul Umani.

## Demografie
Componența lingvistică a raionului Umani
     Ucraineană (97,34%)
     Rusă (2,18%)
     Alte limbi (0,36%)
Conform recensământului din 2001, majoritatea populației raionului Umani era vorbitoare de ucraineană (97,34%), existând în minoritate și vorbitori de rusă (2,18%).